# Christine (TV-serie)
Christine (originaltitel:The New Adventures of Old Christine), är en amerikansk komediserie från 2006 med Julia Louis-Dreyfus i huvudrollen som den nyskilda enbarnsmamman. Serien är skapad av Kari Lizer som också är seriens exekutiva producent. Serien har visats på Kanal 5 i Sverige i fem säsonger, t.o.m. 2010; någon ytterligare säsong är inte planerad.

## Handling
Christine Campbell (Julia Louis-Dreyfus) är en neurotisk frånskild mor och ägare till ett gym för kvinnor. Hon kämpar för att få en lugn tillvaro, vilket inte blir lättare av att hennes exmake Richard (Clark Gregg) har skaffat en ny yngre flickvän. Den nya flickvännen heter också Christine (Emily Rutherfurd) och kallas därför för "Nya Christine" och huvudrollsinnehavaren blir då "Gamla Christine", ett smeknamn hon inte alltid uppskattar. 
Christine bor med brodern Matthew (Hamish Linklater) och sonen Richie. Hon umgås också med sin bästa vän och kollega Barb (Wanda Sykes). Christine råkar också ut för de elaka mammorna (Alex Kapp Horner och Tricia O'Kelley), som har sina barn i samma privatskola som Richie.

## Rollista
- Julia Louis-Dreyfus – "Old" Christine Kimble Campbell
- Clark Gregg – Richard Campbell
- Hamish Linklater – Matthew Kimble
- Trevor Gagnon – Richard "Richie" Campbell Jr.
- Emily Rutherfurd – "New" Christine Liesl Hunter
- Tricia O'Kelley – Marly Ehrhardt
- Alex Kapp Horner – Lindsay
- Wanda Sykes – Barbara "Barb" Baran